# Aldeanueva de Guadalajara (kommun)
Aldeanueva de Guadalajara är en kommun i Spanien.   Den ligger i provinsen Provincia de Guadalajara och regionen Kastilien-La Mancha, i den centrala delen av landet, 60 km nordost om huvudstaden Madrid. Antalet invånare är 104.